# アポロ (菓子)
アポロは、株式会社明治が1969年8月7日から製造販売している粒チョコレートである。海外向けとしてはUPROLL（アップロール）として販売されている。

## 概要

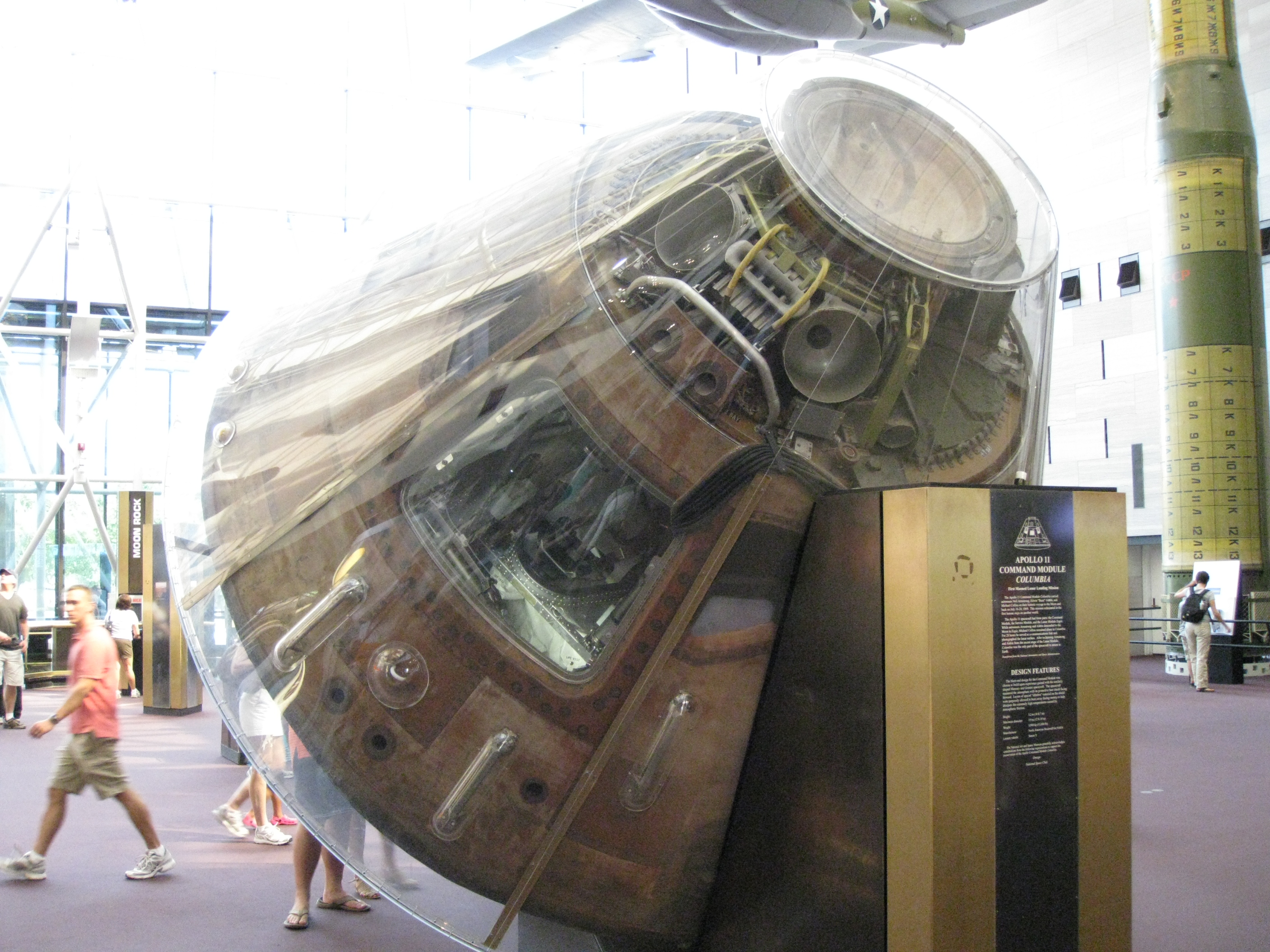
アポロのモチーフとなったアポロ11号の司令船

きのこの山、たけのこの里と並び明治を代表する定番菓子として発売以来長きに渡り多くの世代から親しまれている。
全体は円錐形で、側面にギザギザが入っている。この形は1969年7月21日に人類初の月面着陸に成功した後、同年7月24日に帰還したアポロ11号の司令船（地球への帰還モジュール）がモチーフとなっている。ただし、明治製菓が「アポロ」を商標登録したのは1966年で、ギリシャ神話の太陽神のアポロンに由来している。
下部の広いほうはミルクチョコレート、上部のとがったほうはイチゴ味のチョコレートで2層になっている。なお、上下のチョコレートを逆にした「逆さアポロ」が入れられていることも稀にある。
バリエーションとして、上部のイチゴ味チョコレートをブルーベリー味に変えたアポロブルーベリーも一時発売されていた。
内容量はかつては48gであったが、カカオ豆の価格高騰等のため2015年4月21日発売分から46gに変更されている。
なお同じ明治から発売されているマーブルチョコ同様、アポロにもジャンボサイズ（内容量は82g）が存在する。
ジャンボサイズには、上部がストロベリーチョコ、下部がミルクチョコレートというアポロチョコのスタイルに、ホワイトチョコレートをかけて仕上げたアポロチョコの “赤富士”バージョンもある。
また、2019年には、発売50周年を記念して「宙アポロ」や発売当初の復刻パッケージ版などを期間限定で発売した。また発売50周年を迎えた翌年の2020年2月7日には、アポロの誕生秘話を学びアポロの製造工程を見ることができる「アポロ見学ライン」（つまり楽しく演出された工場見学ツアー）が開始された。埼玉県坂戸市にある明治・坂戸工場で月曜日～金曜日に開催しており、完全予約制で、1～9名のグループなら同社webサイトからも予約でき、それ以上の人数は電話予約。参加は無料で、さらに見学後にはおみやげとしてアポロがひとつ（ひと箱）もらえる。
2022年（令和4年）からはメイジセイカ・シンガポールのアポロ製造ラインが稼働し、初めて日本以外での製造が開始された。ハラール認証に対応した商品の製造も行われている。